# Đô Giang Yển, Thành Đô
Đô Giang Yển (都江堰市, Hán Việt: Đô Giang Yển thị) là một thành phố cấp huyện thuộc thành phố Thành Đô, Cộng hoà Nhân dân Trung Hoa. Thành phố này có diện tích 1208 km2, dân số năm 2002 là 600.000 người, mã số bưu chính 611830, mã vùng điện thoại: 028.

## Hành chính
Đô Giang Yển có các đơn vị hành chính sau: 
- Trấn: Quán Khẩu, Bồ Dương, Tụ Nguyên, Hạnh Phúc, Sùng Nghĩa, Thiên Mã, Thạch Dương, Liễu Nha, Ngọc Đường, Trung Hưng, Thanh Thành Sơn, Long Trì, Tư Gia, An Long, Đại Quan, Tử Bình Phô, Thúy Nguyệt.
- Hương: Hướng Nga, Hồng Khẩu